# Compton (album)
Compton (také známo jako Compton: A Soundtrack by Dr. Dre) je třetí a údajně poslední studiové album amerického rappera a hudebního producenta Dr. Dreho. Album bylo nahráno u jeho labelu Aftermath Entertainment s distribucí u Interscope Records a vydáno exkluzivně digitálně na Apple Music dne 6. srpna 2015. Po několika hodinách bylo vydáno i na iTunes a poté, dne 7. srpna, i v dalších internetových obchodech. V CD podobě bylo vydáno dne 21. srpna 2015.

## O albu
Na konci července 2015 rapper Ice Cube oznámil v rozhovoru na rádiové stanici Power 99FM, že Dr. Dre brzy vydá nové album. Když byl Dr. Dre na začátku srpna tázán na toto oznámení, oficiálně uvedl, že vydá své třetí studiové album s názvem Compton: A Soundtrack by Dr. Dre, učinil tak ve své show The Pharmacy, vysílané na jeho rádiové stanici Beats 1 Radio. Také uvedl, že ho při tvorbě alba inspirovala práce na životopisném snímku skupiny N.W.A Straight Outta Compton, který produkoval. Na albu hostují Kendrick Lamar, Xzibit, Ice Cube, Snoop Dogg, Eminem nebo Game. V show také vysvětlil, že album s názvem Detox nevydal, protože nebylo dost dobré.

## Po vydání
Album debutovalo na 2. příčce žebříčku Billboard 200 s 276 000 prodanými kusy v USA během prvního týdne prodeje. Současně bylo 25 milionkrát streamováno na službě Apple Music. Také se umístilo na prvních místech žánrových žebříčků Top R&B/Hip-Hop Albums a Top Rap Albums. Do poloviny září 2015 se v USA prodalo 401 000 kusů alba.

## Seznam skladeb
Seznam skladeb dle oficiálních credits.
| Pořadí         | Název                                                             | Hudba                                                                    | Text | Délka |
| -------------- | ----------------------------------------------------------------- | ------------------------------------------------------------------------ | --- | ----- |
| 1.             | Intro                                                             | Dr. Dre, Focus..., Dontae Winslow                                        | Andre Young, Bernard Edwards Jr., D. Winslow                                                                             | 1:15  |
| 2.             | Talk About It (ft. King Mez a Justus)                             | DJ Dahi, Free School                                                     | A. Young, Morris Ricks II, Justin Mohrle, Dacoury Natche, Michael McHenry, A.J. Baptiste-Caselle, R. Buendia, K. Edwards | 3:15  |
| 3.             | Genocide (ft. Kendrick Lamar a Marsha Ambrosius a Candice Pillay) | Dem Jointz                                                               | Candice Pillay, Young, Kendrick Duckworth, Ricks II, Marsha Ambrosius, Sly Jordan, Dwayne "Dem Jointz" Abernathy Jr.     | 4:26  |
| 4.             | It's All on Me (ft. Justus a BJ the Chicago Kid)                  | Dr. Dre, Bink                                                            | Young, Mohrle, Ricks II, Roosevelt Harrell III                                                                           | 3:47  |
| 5.             | All in a Day's Work (ft. Anderson .Paak a Marsha Ambrosius)       | DJ Dahi, DJ Khalil                                                       | Young, Brandon "Anderson .Paak" Anderson, Ricks II, Ambrosius, Mohrle, Khalil Abdul-Rahman, Natche, Daniel Tannenbaum    | 5:13  |
| 6.             | Darkside / Gone (ft. King Mez, Marsha Ambrosius a Kendrick Lamar) | "Darkside" - Dr. Dre, Best Kept Secret "Gone" - D.R.U.G.S BEATS, Dr. Dre | Young, Ricks II, T. Cannon, Craig Balmoris, Julian Nixon, Duckworth, Ambrosius, J. Mohrle, D. Norman                     | 3:53  |
| 7.             | Loose Cannons (ft. Xzibit a Cold 187um)                           | Dr. Dre, Focus..., Trevor Lawrence Jr.                                   | Young, Alvin Joiner, Ricks II, Jordan Edwards Jr., Trevor Lawrence Jr., A. Brissett                                      | 4:13  |
| 8.             | Issues (ft. Ice Cube a Anderson .Paak)                            | Dr. Dre, Focus..., Trevor Lawrence Jr., Curt Chambers, Theron Feemster   | Young, Ricks II, Abernathy Jr., Anderson, Edwards Jr., Lawrence Jr., C. Chambers, Theron Feemster                        | 3:41  |
| 9.             | Deep Water (ft. Kendrick Lamar a Justus)                          | Dr. Dre, Cardiak, Focus..., Dem Jointz, DJ Dahi                          | Young, Duckworth, Ricks II, Mohrle, Anderson, Edwards Jr., Carl McCormick, Natche Abernathy Jr.                          | 5:11  |
| 10.            | One Shot One Kill (od Jon Connor ft. Snoop Dogg)                  | Dr. Dre, Focus..., Trevor Lawrence Jr.                                   | Young, Jon Freeman Jr., Pillay, Edwards Jr., Lawrence Jr.                                                                | 3:25  |
| 11.            | Just Another Day (od The Game ft. Asia Bryant)                    | Trevor Lawrence Jr., Theron Feemster                                     | Bryant, Young, Jayceon Taylor, Stanley Benton, Lawrence Jr., Feemster                                                    | 2:21  |
| 12.            | For the Love of Money (ft. Jill Scott a Jon Connor)               | Cardiak                                                                  | Young, Freeman Jr., Ricks II, Anderson, Mohrle, McCormick                                                                | 4:08  |
| 13.            | Satisfiction (ft. Snoop Dogg, Marsha Ambrosius a King Mez)        | Dem Jointz                                                               | Young, Ricks II, Ambrosius, Abernathy Jr.                                                                                | 4:24  |
| 14.            | Animals (ft. Anderson .Paak)                                      | DJ Premier                                                               | Young, Anderson, Ricks II, Jordan, Christopher Martin, D. Semenov                                                        | 3:47  |
| 15.            | Medicine Man (ft. Eminem, Candice Pillay a Anderson .Paak)        | Dem Jointz, Focus...                                                     | Pillay, Young, Marshall Mathers, Mohrle, Anderson, Ricks II, Abernathy Jr., Edwards Jr., C. Chambers                     | 4:14  |
| 16.            | Talking to My Diary                                               | Dr. Dre, DJ Silk, Mista Choc                                             | Young, A. Johnson, M. Johnson, Russell Brown                                                                             | 4:23  |
| Celková délka: | Celková délka:                                                    | Celková délka:                                                           | Celková délka: | 61:37 |

### Samply
- "Intro" obsahuje části dokumentu Compton Black City, z produkce T3 Media a CBS News.
- "Genocide" obsahuje části písně "Burn Rubber On Me (Why You Wanna Hurt Me)" od The Gap Band.
- "It's All on Me" obsahuje části písně "The Lord Will Make A Way" od S.C.I. Youth Choir.
- "Darkside" obsahuje části rozhovoru rappera Eazy E na Julio G’s Westside Radio.
- "Gone" obsahuje části písně "Spirits of Ancient Egypt" od Wings.
- "Loose Cannons" obsahuje části písně “Underground Session” od Janko Nilovic.
- "Issues" obsahuje části písně "Ince Ince" od Selda.
- "One Shot One Kill" obsahuje části písně "Ogni Riferimento A Fatti Accaduti E’ Puramente Casuale".
- "Just Another Day" obsahuje části písně "Fang Jai Viangjan" od Thepporn Petchubon.
- "For the Love of Money" obsahuje části písně "Foe tha Love of $" od Bone Thugs-n-Harmony.
- "Talkin to My Diary " obsahuje části písně "Dernier domicile connu" od François de Roubaix.

## Mezinárodní žebříčky
| Země                     | Umístění |
| ------------------------ | -------- |
| Austrálie                | 1        |
| Belgie                   | 1        |
| Irsko                    | 1        |
| Maďarsko                 | 5        |
| Nizozemsko               | 1        |
| Nový Zéland              | 1        |
| UK Albums Chart          | 1        |
| US Billboard 200         | 2        |
| US Billboard R&B/Hip-Hop | 1        |
| US Billboard Rap         | 1        |